# RDP Antena 3
RDP Antena 3 – trzeci program portugalskiego radio publicznego Radiodifusão de Portugal (RDP) gdzie jest częścią RTP został zainaugurowany 26 kwietnia 1994 r. RDP Antena 3 wyróżnia się promocją nowej muzyki portugalskiej. Stacja odkryła i promowała niektóre z najważniejszych współczesnych portugalskich zespołów. W 2015 r. stacja została przemianowana na „drzwi do popkultury we wszechświecie RTP”.